# السلطان تيبو
السلطان تيبو (السلطان فاتح علي سحاب تيبو؛ 1 ديسمبر 1751 - 4 مايو 1799) الملقب بشير ميسور أو نمر ميسور، كان حاكم مملكة ميسور الواقعة في جنوب الهند. كان تيبو رائدًا في تطوير المدفعية الصاروخية،. فاخترع في عهده صواريخ ميسور وأمر بكتابة الدليل العسكري فتح المجاهدين. استخدم هذه الصواريخ ضد القوات البريطانية وحلفائها في الحروب الإنجليزية الميسورية التي تشمل معركة بوليلور وحصار سريرانغاباتنا.
استعان السلطان تيبو ووالده حيدر علي فرنسا لتدريب جيش ميسور وتحالفا معهم في نزاعهم ضد البريطانيين، تحاربت مملكة ميسور أيضًا في عهديهما مع الماراثا وسيرا وحكام مليبار وكوداجو وبيدنور وكارناتيك وترافنكور. تولى السلطان تيبو حكم ميسور بعد وفاة والده بالسرطان في عام 1782 في الحرب الإنجليزية الميسورية الثانية. أبرم معاهدة مانجالور مع البريطانيين في عام 1784، والتي أنهت الحرب وأعادت الأوضاع إلى ما كانت عليه قبل اندلاعها.
جرت الحرب الميسورية الماراثية بين الدولتين (ميسور، الماراثا) وانتهت الحرب بمعاهدة جاجندراغاد. كان تيبو عدوًا لشركة الهند الشرقية البريطانية، وشن حربًا على ترافنكور حليفة لريطانيا في عام 1789. أُرغم السلطان على التوقيع على معاهدة سيرينغاباتام في الحرب الإنجليزية الميسورية الثالثة، والتي فقد بموجبها أراضي كان قد فتحها سابقًا مثل مليبار ومانغلور. في الحرب الأنجلو-ميسور الرابعة، هُزم تيبو في الحرب الإنجليزية الميسورية الرابعة على يد قوات مشتركة من شركة الهند الشرقية البريطانية وحلفائها من الماراثا ونظام حيدر أباد. قُتل في 4 مايو 1799 أثناء دفاعه عن حصنه في سيرينغاباتام.
أدخل تيبو العديد من الإصلاحات إدارية خلال حكمه مثل نظام العملة الجديد والتقويم  ونظام جديد لإيرادات الأراضي، مما أسهم في نمو صناعة الحرير في ميسور. كان السلطان يحب لعبة تشاناباتنا.

## النشأة

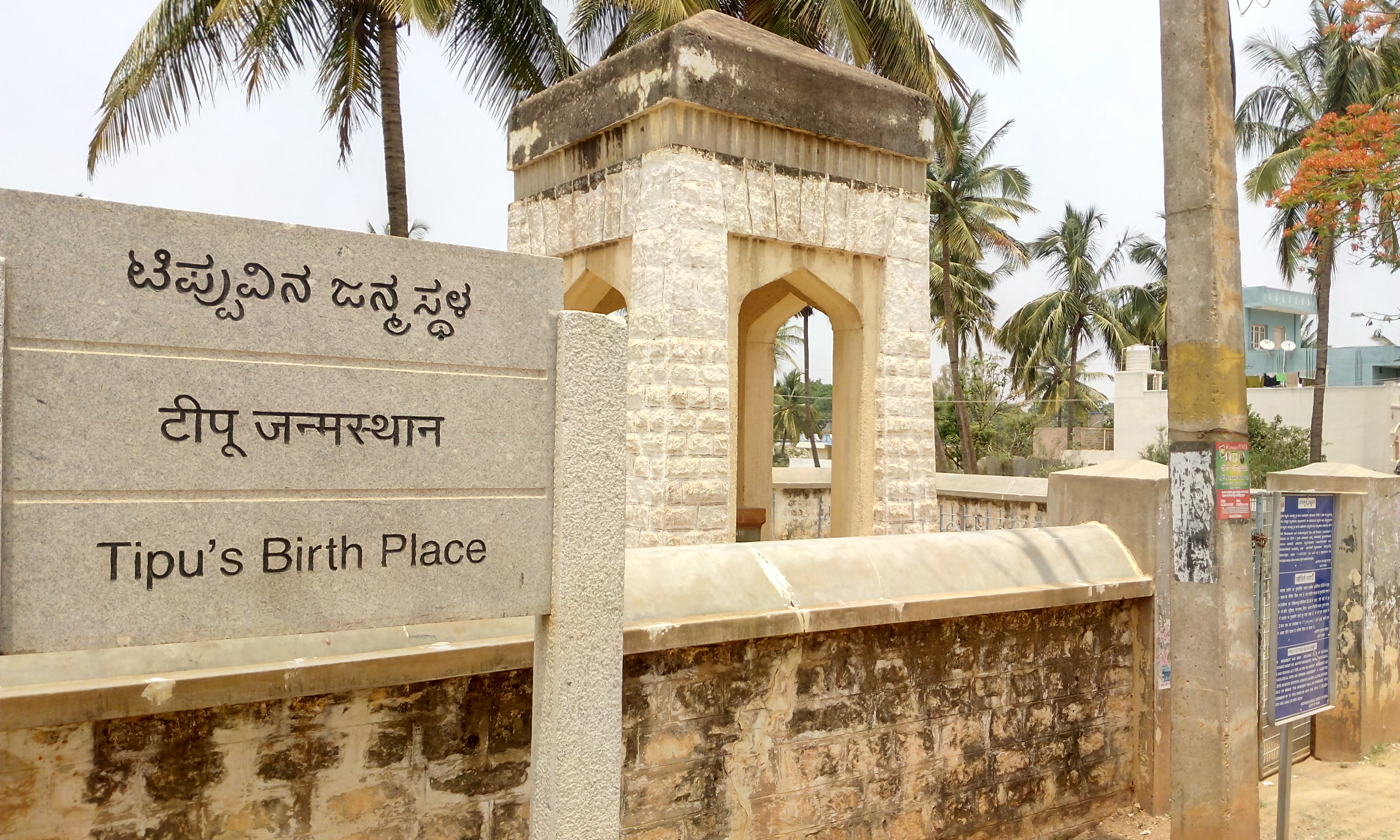
مكان ميلاد تيبو في ديفاناهالي

ولد السلطان تيبو في ديفاناهالي، في منطقة بنغالور الريفية الحالية على بعد حوالي 33 كـم (21 ميل) شمال بنغالور في 1 ديسمبر 1751. سمي "السلطان تيبو" على اسم الصوفي تيبو ماستان أوليا من أركوت. حرص والده حيدر علي في تعليم ابنه على الطرز الأميرية وتعريضه للشؤون العسكرية والسياسية. كُلف تيبو بمهام دبلوماسية وعسكرية وبدأ في دعم والده حيدر على في حروبه عندما بلغ 17 من عمره.
كان واد تيبو حيدر علي ضابطًا عسكريًا في خدمة مملكة ميسور وتولى الحكم الفعلي لها في عام 1761 وكانت والدته فاطمة فخر النساء ابنة مير معين الدين حاكم حصن كادابا. كلف حيدر معلمين لتعليم ابنه تيبو الأردية والفارسية والعربية والكنادية والبياري والقرآن والفقه الإسلامي وفنون ركوب الخيل والرماية والمبارزة.
اللغة الأم للسلطان تيبو هي الأردية. وقد ذكر الفرنسيون أن لغته الأم هي المغاربية لكنه يتكلم الفارسية أيضًا. كلمة "المغاربية" كانت التسمية الأوروبية للغة الأردية في ذلك الوقت.

## بداية حملاته العسكرية

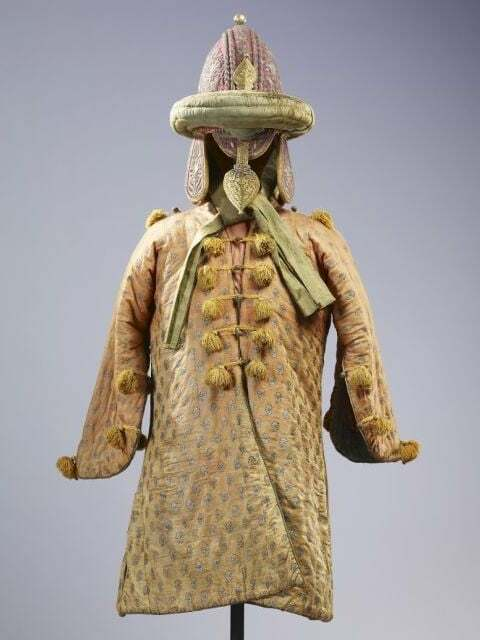
الزي الحربي الذي كان يرتديه السلطان تيبو (1785-1790)

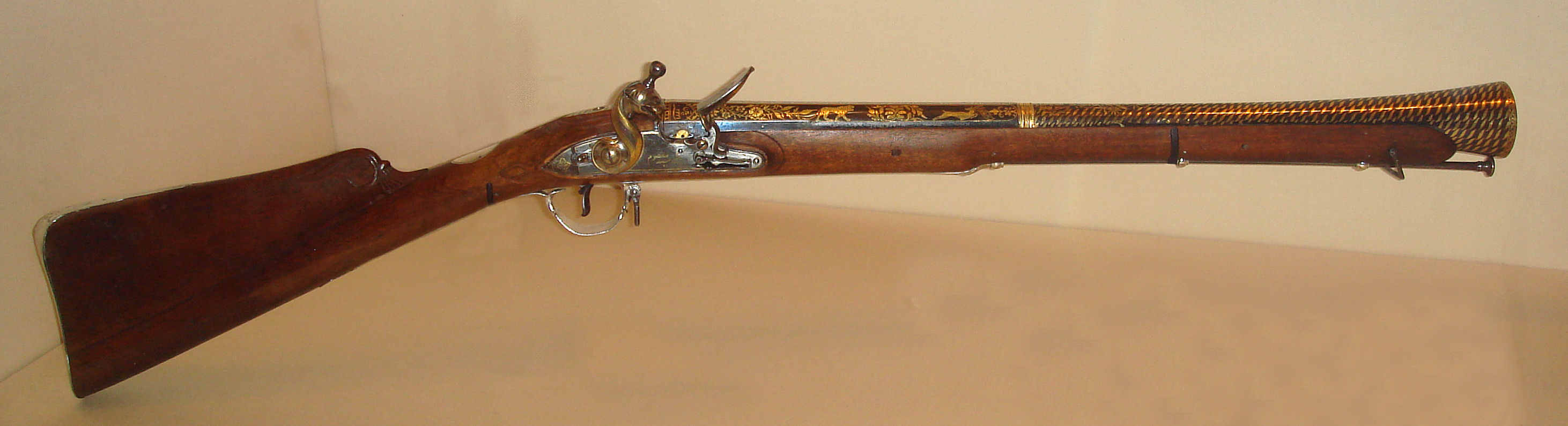
مصونة بندقية راعدة للسلطان تيبو عثر عليها في Srirangapatna 1793–94. استخدم السلطان تيبو العديد من الحرفيين الغربيين لتطوير أسلحة جيشه، ويعكس هذا السلاح أحدث التقنيات في ذلك الوقت.

تعلم السلطان تيبو التكتيكات العسكرية من ضباط فرنسيين كانوا في خدمة والده. رافق والده في حرب ميسور الأولى ضد البريطانيين في عام 1766 عندما كان عمره 15 عامًا. قاد فرقة من الفرسان في غزو كارناتيك عام 1767 عندما كان عمره 16 سنة. شارك أيضًا في الحرب الإنجليزية الماراثية الأولى بين عامي 1775 و1779.
وصفه ألكسندر بيتسون في كتابه عن حرب ميسور الرابعة بعنوان "عرض أصل الحرب وإدارتها مع السلطان تيبو"، بأنه كان طويل القامة طوله حوالي خمسة أقدام وثماني بوصات ذو رقبة قصيرة وكان ممتلئًا نوعًا ما. كانت أطرافه صغيرة خاصةً قدميه ويديه. كان ذو عيون كبيرة وحواجب صغيرة مقوسة كانت بشرته فاتحة وملامحه وجهه توحي بالكرامة.

### الحرب الإنجليزية الميسورية الثانية

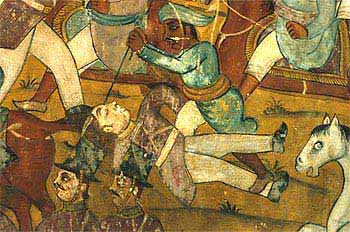
جدارية لمعركة بوليلور على جدران قصر تيبو الصيفي، رسمت للاحتفال بانتصاره على البريطانيين

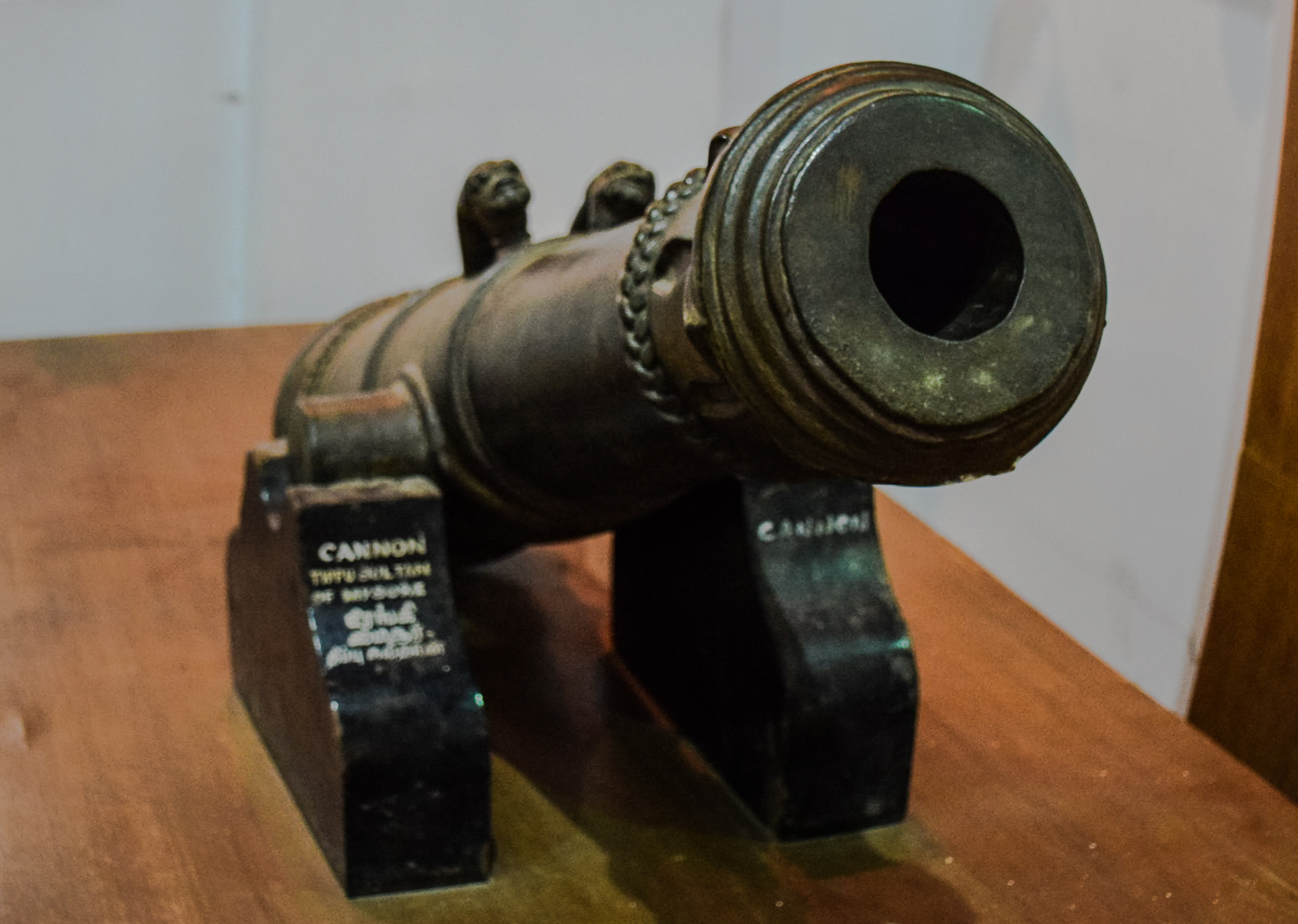
مدفع صغير جدا كانت تستخدمه قوات السلطان تيبو الآن في متحف الحكومة (إغمور)، تشيناي

استولت بريطانيا على ميناء ماهي الخاضع للسيطرة الفرنسية في عام 1779، والذي كان تحت حماية تيبو وأرسلت قوات للدفاع عنه. رداً على ذلك غزا حيدر علي كارناتيك بهدف طرد البريطانيين من مدراس. أرسل حيدر علي السلطان تيبو في تلك الحملة في سبتمبر 1780ربقوة تضم 100,00 جندي و18 مدفعاً لقطع الطريق على العقيد ويليام بيلي الذي كان متجهاً للالتحاق بالسير هيكتور مونرو. انتصر تيبو على بيلي في معركة بوليلور. أسر السلطان تيبو 200 جندي حي من أصل 360 جندي أوروبي في الحملة البريطانية، وتكبد السباهي الذين بلغ عددهم حوالي 3800 جندي خسائر جسيمة. كان مونرو يقود قوة منفصلة كانت جنوب موقع المعركة وكانت من المفترض أن تنضم إلى قوات بيلي، لكنه تراجع إلى مدراس بعد سماعه بالهزيمة تاركاً مدفعيته في خزان مياه بكانتشيبورام.
هزم السلطان تيبو العقيد بريثويت في أناجودي بالقرب من تانجور في 18 فبراير 1782، كانت قوات بريثويت، تتألف من 100 أوروبي و300 فارس و1400 سباهي و10 قطع مدفعية. استولى السلطان تيبو على كل تلك البنادق وأسر عدد من الجنود. استولى على شيتور من البريطانيين في ديسمبر 1781. كانت تيبو قد اكتسب خبرة عسكرية كبيرة وقت وفاة والده حيدر علي في 6 ديسمبر 1782. يختلف بعض المؤرخين في تحديد تاريخ وفاة حيدر علي بيومين أو ثلاثة بسبب والمؤكد أنه توفي 1 محرم 1197 لذا قد يختلف تحديد التاريخ الميلادي بيوم إلى ثلاثة أيام. تولى السلطان تيبو حكم ميسور في 22 ديسمبر 1782 وهو ما يظهر في بعض النقوش على أنه 20 محرم 1197 في حفل تتويج متواضع. عمل تيبو على كبح تقدم البريطانيين بإقامة تحالفات مع الماراثا والمغول.

## توليه للحكم
توج السلطان تيبو نفسه باديشاه أو إمبراطور ميسور في 29 ديسمبر 1782 بلقب نواب السلطان تيبو بهادور في سن 32 وضرب العملات بهذا الاسم.

### الحرب مع الماراثا

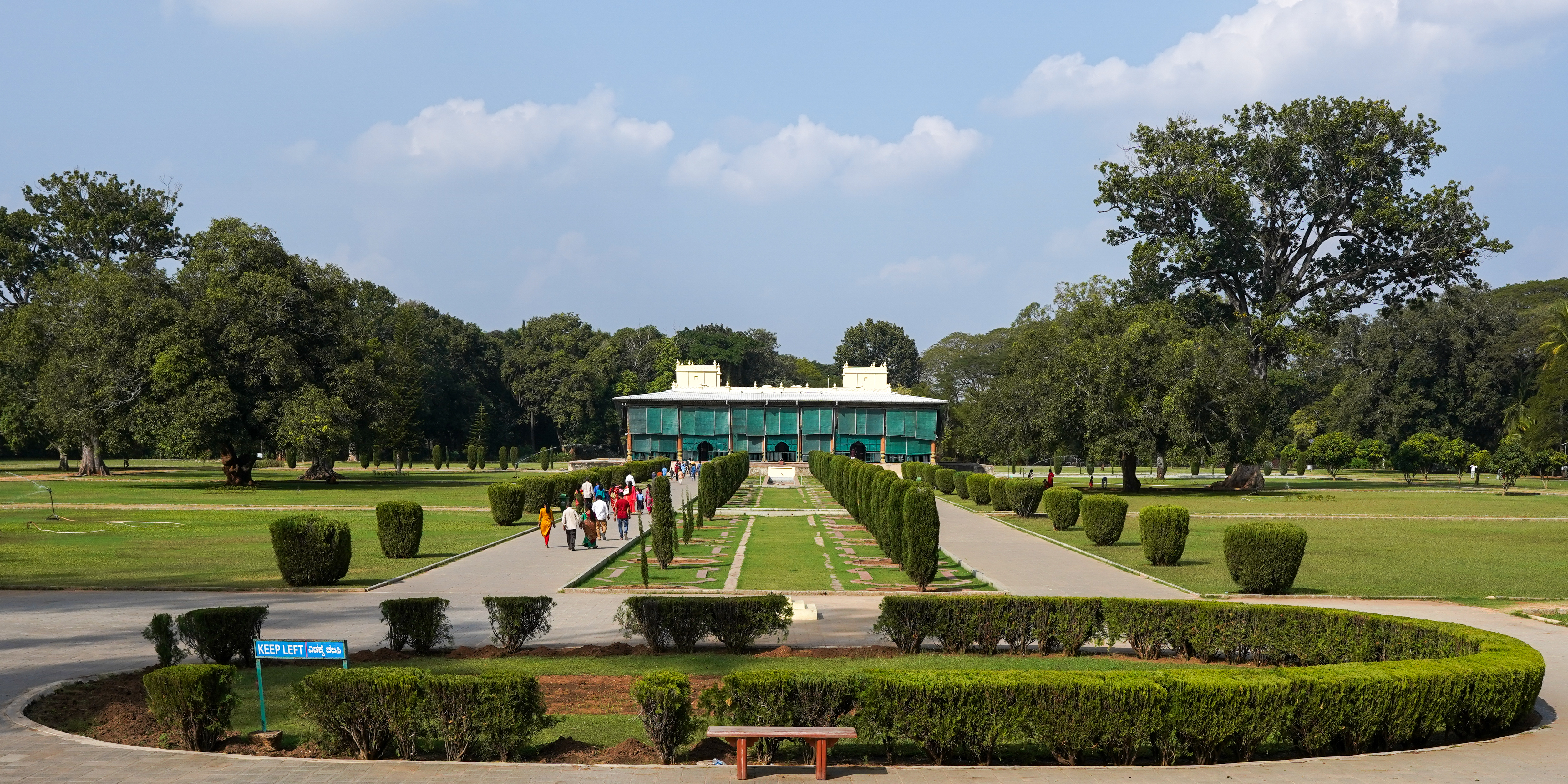
قصر السلطان تيبو الصيفي في سريرانغاباتنا في كرناتكا

حكمت إمبراطورية الماراثا تحت قيادة بيشوا مادهافراو الأول معظم شبه القارة الهندية، وتغلبت على والد السلطان تيبو مرتين في عامي 1764 و1767. انتصر مادهافراو في عام 1767 على حيدر علي والسلطان تيبو ودخل إلى سريرانغاباتنا عاصمة ميسور، وقتها اعترف حيدر علي بسلطة المارثا عليه ومنحه المارثا لقب نواب ميسور.
سعى تيبو لاحقًا في محاولة للتهرب من الاتفاقية التي وقعها ولده للاستيلاء على بعض حصون ماراثا في جنوب الهند التي كان قد فقدها في الحرب السابقة وتوقف أيضًا عن دفع الجزية للماراثا التي كان حيدر علي قد وعد بها لذا نشب صراع مباشر بين تيبو والماراثا، ومن المعارك بينهما:
- حصار نارغوند في فبراير 1785 الذي فازت به ميسور
- حصار بادامي في مايو 1786 الذي استسلمت فيه ميسور
- حصار أدوني في يونيو 1786 الذي فازت به ميسور
- معركة جاجندراغاد في يونيو 1786 التي فاز بها الماراثا
- معركة سافانور في أكتوبر 1786 التي فازت بها ميسور
- حصار بهادور بندا في يناير 1787 الذي فازت به ميسور

انتهى الصراع بمعاهدة غاجندراغاد في مارس 1787 التي أعاد فيها السلطان تيبو جميع الأراضي التي استولى عليها ولده حيدر علي إلى إمبراطورية ماراثا. فتخلى تيبو عن كالوبانت وأعاد أدوني وكيتور ونرجوند إلى حكامهم الأصليين. كما تنازل عن بادامي للماراثا ووافق على دفع جزية سنوية تبلغ 12 كهس لمدة أربع سنوات. حصل السلطان تيبو في المقابل على كل المناطق التي استولى عليها في الحرب الأخيرة غاجيندراغاره وداروار. وافق الماراثا على الاعتراف بسلطته ومخاطبته بلقب "نواب السلطان تيبو فوتيه علي خان". لكن تراجع الماراثا عن المعاهدة ودعموا شركة الهند الشرقية البريطانية في الحرب الإنجليزية الميسورية الرابعة مما ساعد البريطانيين على الاستيلاء على ميسور في عام 1799.

### غزو مليبار

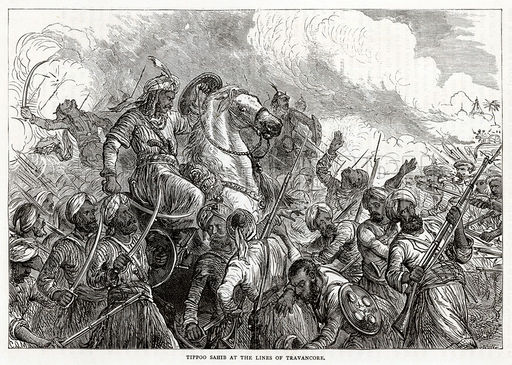
السلطان تيبو في غزو ترافنكور.

رافق تيبو والده في غزو مليبار وعندما كان عمره 15 عامًا في عام 1766. بدأ حيدر علي يخسر أراضيه في مليبار إثر حصار تيليشيري في تالاسيري بشمال مليبار. عاد تيبو لإعادة سيطرة مملكته على مليبار. لكن اضطر للانسحاب بعد معركة نيدومكوتا (1789-90) نتيجة لفيضانات الرياح الموسمية والمقاومة العنيفة من قوات ترافنكور والأخبار عن هجوم البريطانيين على سريرانغاباتنام.

### الحرب الإنجليزية الميسورية الثالثة
عارض السلطان تيبو استيلاء دارما راجا على ترافنكور على قلعتين هولنديتين في كوتشين في عام 1789، فجمع قواته ديسمبر من نفس العام في كويمباتور وشن هجومًا على ترافنكور حليفة شركة الهند الشرقية البريطانية بموجب معاهدة مانجالور في 28 ديسمبر. فشل تيبو في اختراق المملكة بسبب المقاومة الشديدة من مملكتها ثم طلب مهراجا ترافنكور المساعدة من الشركة البريطانية. حشد اللورد تشارلز كورنواليس قوات الشركة والجيش البريطاني وتحالف مع الماراثا وحيدر أباد ضد تيبو. تقدمت قوات الشركة واستولت على معظم منطقة كويمباتور في عام 1790. ثم شن تيبو هجومًا مضادًا واسترد العديد من الأراضي لكن لم يستطع طرد البريطانيين من كويمباتور وظلوا يحكمونها. بعد ذلك توجه تيبو إلى كارناتيك ووصل أخيرًا إلى بونديشيري كي حاول إقناع الفرنسيين بمساعدته في الحرب لكن بدون جدوى.
تقدم خصوم السلطان تيبو على جميع الجبهات في عام 1791 فاستولت القوات البريطانية الرئيسية بقيادة كورنواليس على بنغالور وهددت سريرانغاباتنا. قطع تيبو خطوط الإمداد والاتصالات البريطانية ونفذ سياسة "الأرض المحروقة" لحرمان البريطانيين من الموارد المحلية. نجحت محاولته هذه إذ أجبر نقص المؤن كورنواليس على التراجع إلى بنغالور بدلاً من محاولة حصار سريرانغاباتنا. أرسل تيبو قواته إلى كويمباتور عقب انسحاب كورنواليس، ونجح في استعادها بعد حصار طويل.
شن تيبو هجوم مضاد على قوات الحلفاء في عام 1792 لكنها فشلت، بسبب أن جيش الحلفاء كان مجهزًا بشكل جيد ولم يستطع تيبو منع اتحاد قوات بنغالور وبومباي قبل الوصول إلى سريرانغاباتنا. بدأ تيبو المفاوضات على شروط الاستسلام بعد حصار دام نحو أسبوعين. اضطر تيبو التخلي عن نصف أراضيه للحلفاء وتسليم اثنين من أبنائه رهائن للحلفاء حتى يدفع ثلاثة كرور وثلاثين لك روبية تعويضات حرب للبريطانيين في معاهدة السلام بينهما. دفعت مملكة ميسور هذا المبلغ على دفعتين واسترد أبناءه من مدراس.

### في الكتابات والسينما

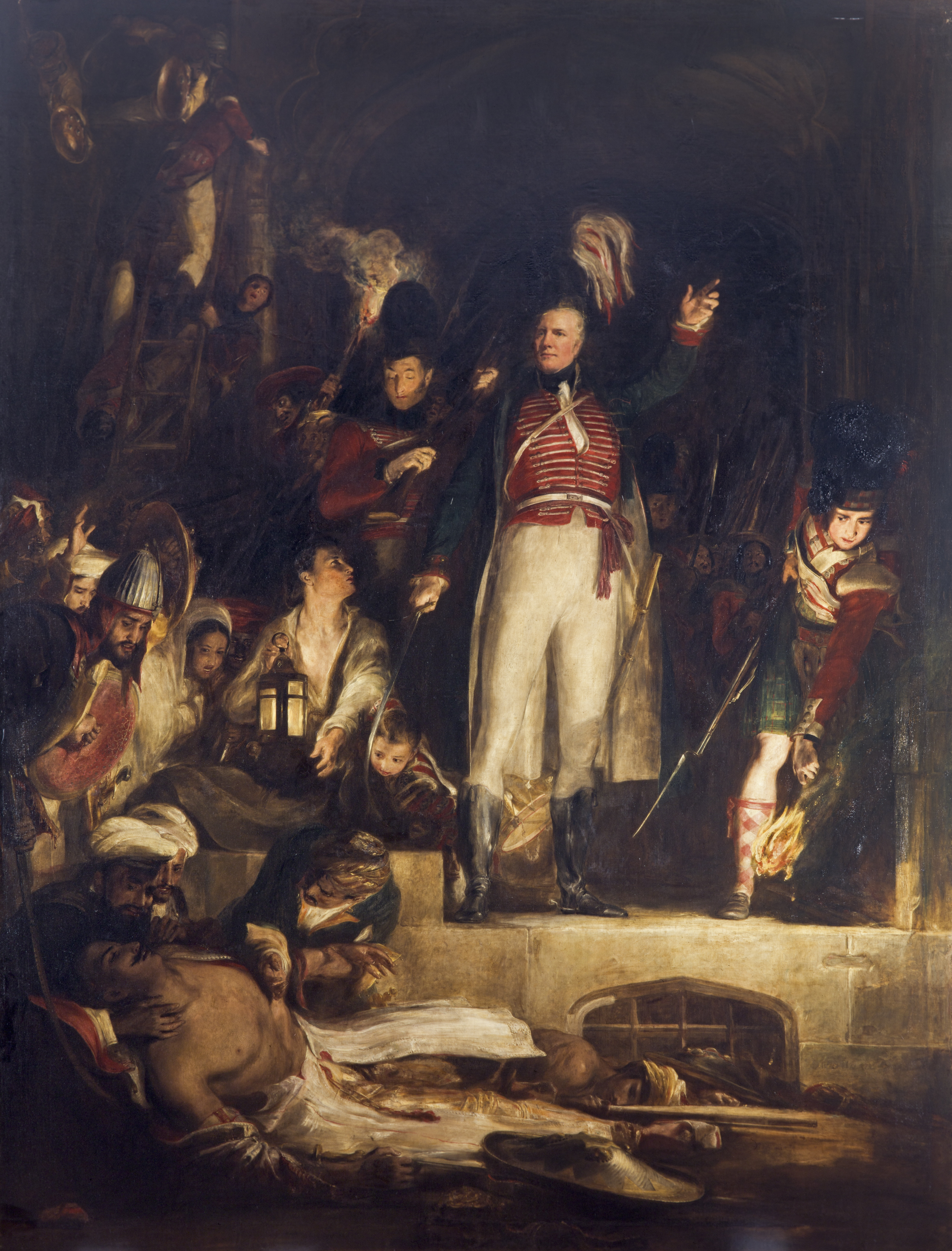
السير ديفيد بيرد يجد جثة السلطان تيبو بريشة ديفيد ويلكي في 1839

## أسرته

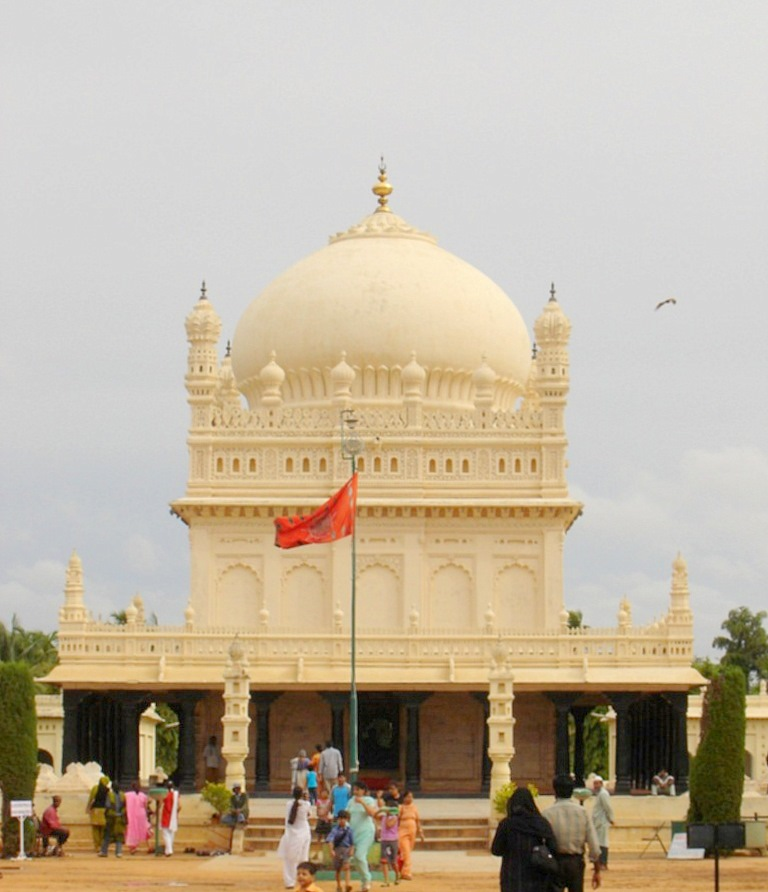
ضريح قبر السلطان تيبو، أحد الأمثلة على العمارة الإسلامية، يوجد علم السلطان تيبو أمام الضريح.

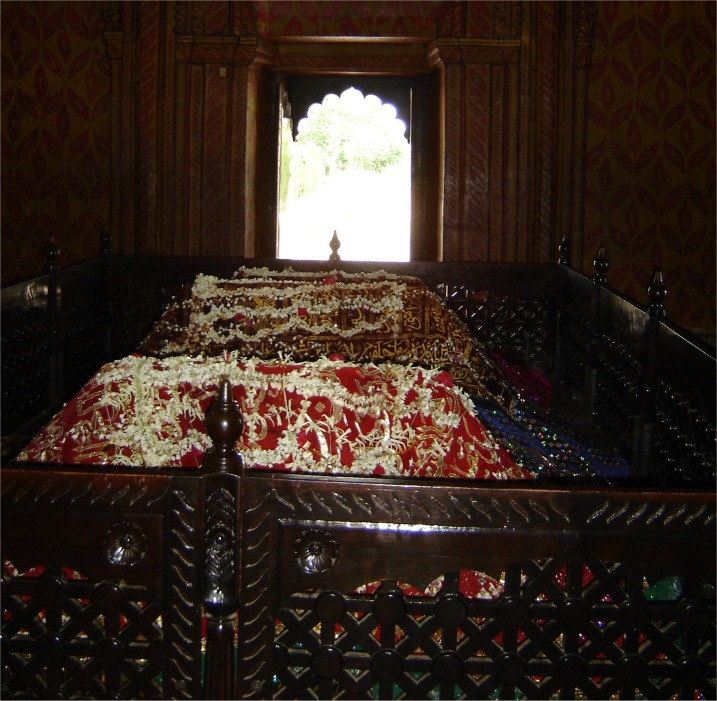
قبر السلطان تيبو في سريرانغاباتنا، دفن تيبو بجوار أمه وأبيه.

## معرض الصور

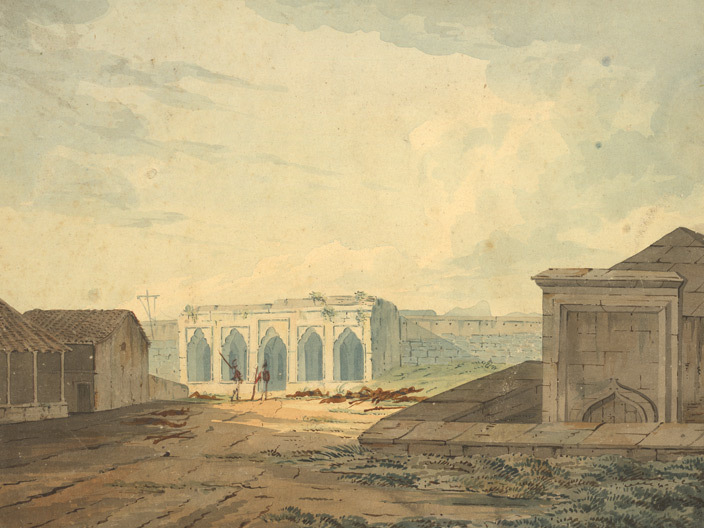
رسمة لبوابة هوالي في سريرانغاباتنام التي قتل عندها السلطان تيبو بريشة توماس سيدنهام (حوالي 1799)
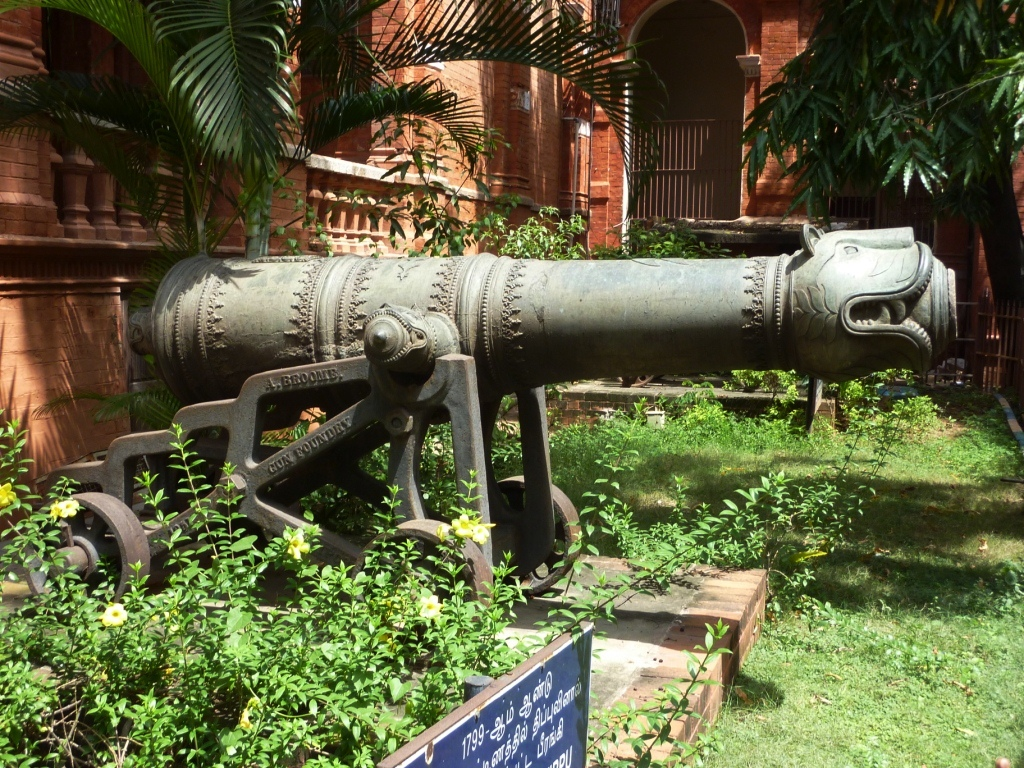
مدفع استخدمه السلطان تيبو في معركة سريرانغاباتنام 1799
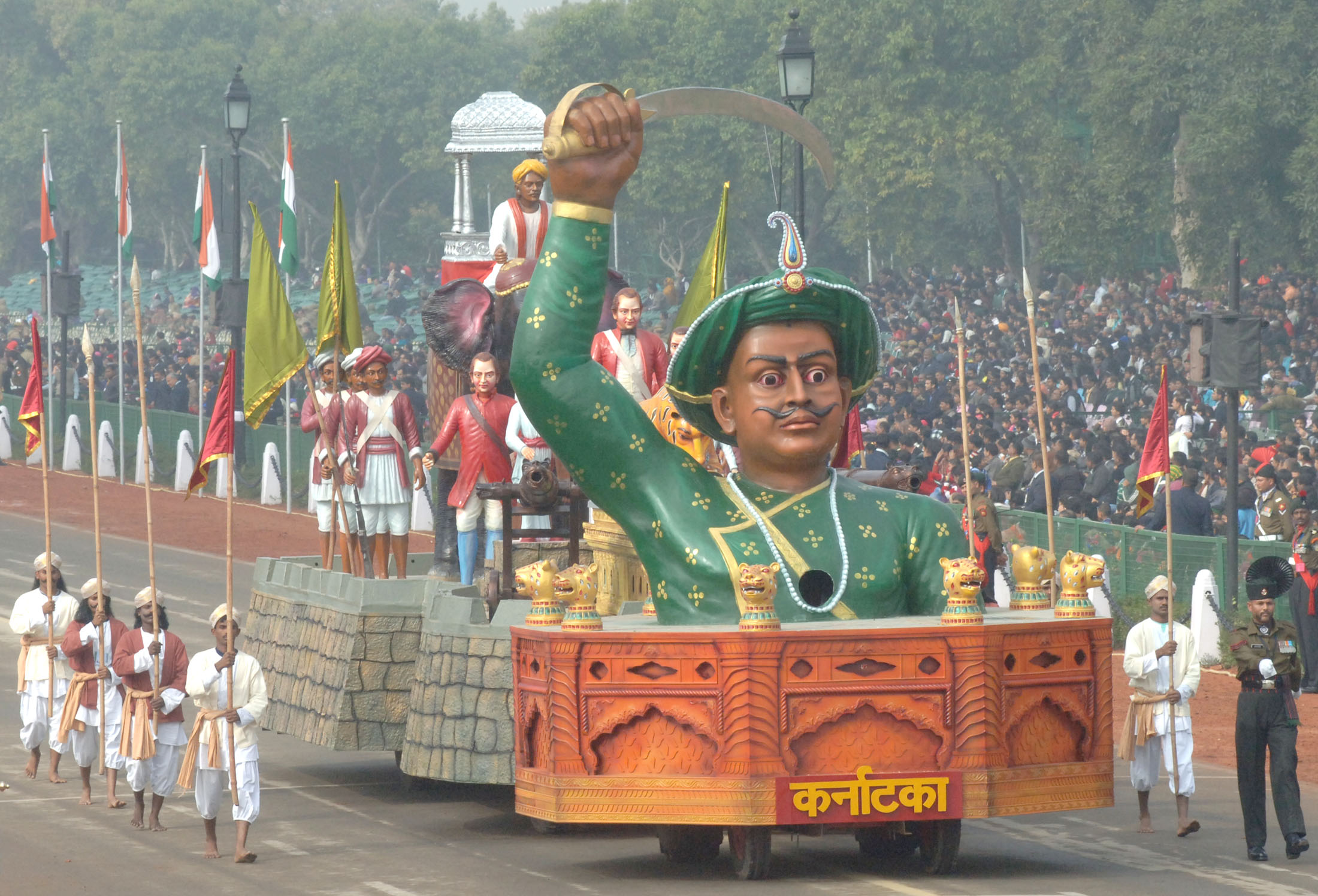
مركبة ولاية كرناتكا بعنوان السلطان تيبو: نمر ميسور في موكب يوم الجمهورية في عام 2014 في نيودلهي.

### التواصل مع فرنسا
يُزعم أن تيبو ساهم في تأسيس نادي اليعاقبة في ميسور بهدف "تطبيق قوانين متوافقة مع الجمهورية" في عام 1794 بدعم من الضباط الجمهوريين الفرنسيين. زعم المؤرخ جان بوتييه في دراسة نُشرت عام 2005 أن وجود النادي ومشاركة تيبو فيه كانا اختلاقًا من قبل شركة الهند الشرقية لتبرير التدخل العسكري البريطاني ضده.
كانت إحدى دوافع نابليون لغزو مصر هي قطع الطريق على البريطانيين للوصول إلى الهند. أراد بونابرت إقامة نفوذ فرنسي في الشرق الأوسط ثم يتحالف مع تيبو صاحب. أكد نابليون لحكومة المديرين الفرنسية أنه "بمجرد غزوه لمصر سيقيم علاقات مع الأمراء الهنود ويهاجم معهم الإنجليز في مستعمراتهم". وقد قال تاليران في تقرير صادر عنه في 13 فبراير 1798: "ما أن نفتح مصر وننتهي من تحصينها سنرسل جيشًا قوامه 15,000 رجل من السويس إلى الهند للانضمام إلى قوات تيبو ومعًا سنطرد الإنجليز من الهند". لكن خطة نابليون لم تنجح فتكبد خسائر في حصار عكا عام 1799 ومعركة أبو قير عام 1801.

## الوفاة

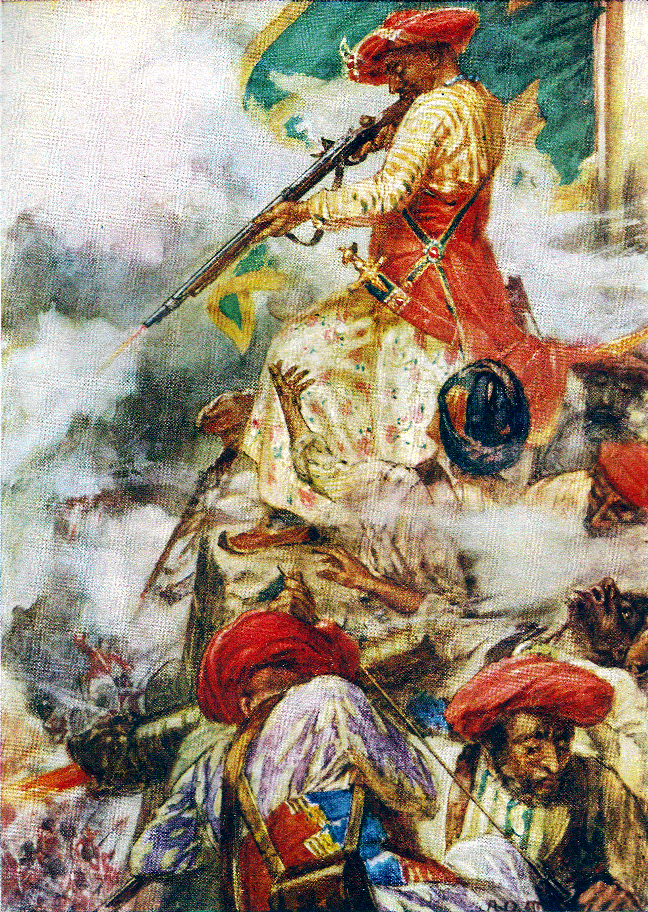
السلطان تيبو يقاتل في حصار سريرانغاباتنا.

هُزم فرانسوا بول برويز ديجالييه على يد هوراشيو نيلسون في معركة أبي قير البحرية بمصر في عام 1798. تقدمت ثلاث جيوش نحو ميسور واحد من بومباي وقواتان بريطانيتان إحداهما بقيادة آرثر ويليسلي في عام 1799. حاصرت هذه الجيوش العاصمة سريرانغاباتنا في حرب ميسور الرابعة. بلغ قوام قوات شركة الهند الشرقية البريطانية أكثر من 60,000 جندي منهم حوالي 4,000 أوروبي والبقية من الهنود، في حين قُدرت قوات السلطان تيبو بحوالي 30,000 فقط. تمكن البريطانيون من هزيمة تيبو بسبب خيانة وزرائه له وتسهيلهم دخول القوات البريطانية إلى العاصمة. وقتما نجح البريطانيون في اختراق أسوار المدينة نصح المستشارون العسكريون الفرنسيون السلطان تيبو بالهروب عبر الممرات السرية ومواصلة قتال بريطانيا من الحصون الأخرى الباقية لكنه رفض، وقال مقولته الشهيرة: "أن تعيش نمرًا يومًا واحدًا أفضل من أن تعيش خروف ألف عام".
قُتل السلطان تيبو عند بوابة هولي (ديدي) الواقعة على بعد 300 يارد (270 م) من الزاوية الشمالية الشرقية لقلعة سريرانغابتنا. دُفن في عصر اليوم التالي بجانب قبر والده في غوماز. الخونة الخمسة الذين تعاونوا مع بريطانيا هم مير صادق وبورنايا والقائدان العسكريان سيد صاحب وقمر الدين ومير نديم قائد حصن سيرينغاباتام. وقد بدأت الخيانة كما يذكر حسن بعصيان تيبو. احتفلت بريطانيا بمقتل السلطان تيبو واحتفل المؤلفون والكتاب المسرحيون والرسامون بذلك ف فصوروا مقتله في أعمالهم، وأُعلن يوم وفاة تيبو عطلة عامة في بريطانيا.

## الإدارة

### صواريخ ميسور

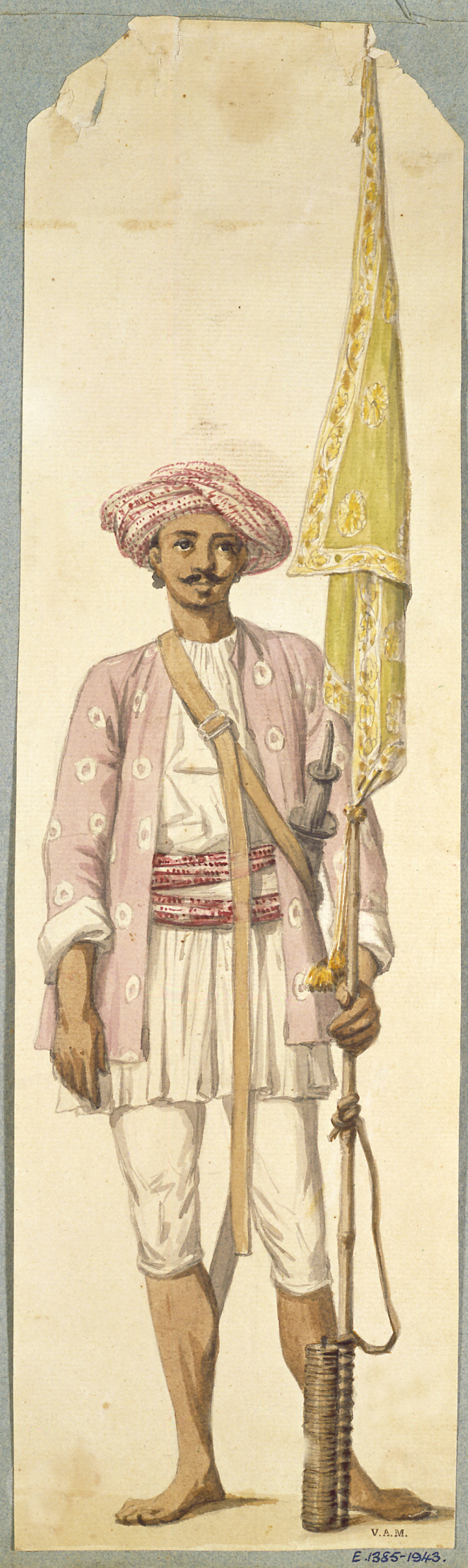
جندي من جيش السلطان تيبو يستخدم صاروخ ميسور كسارية علم.

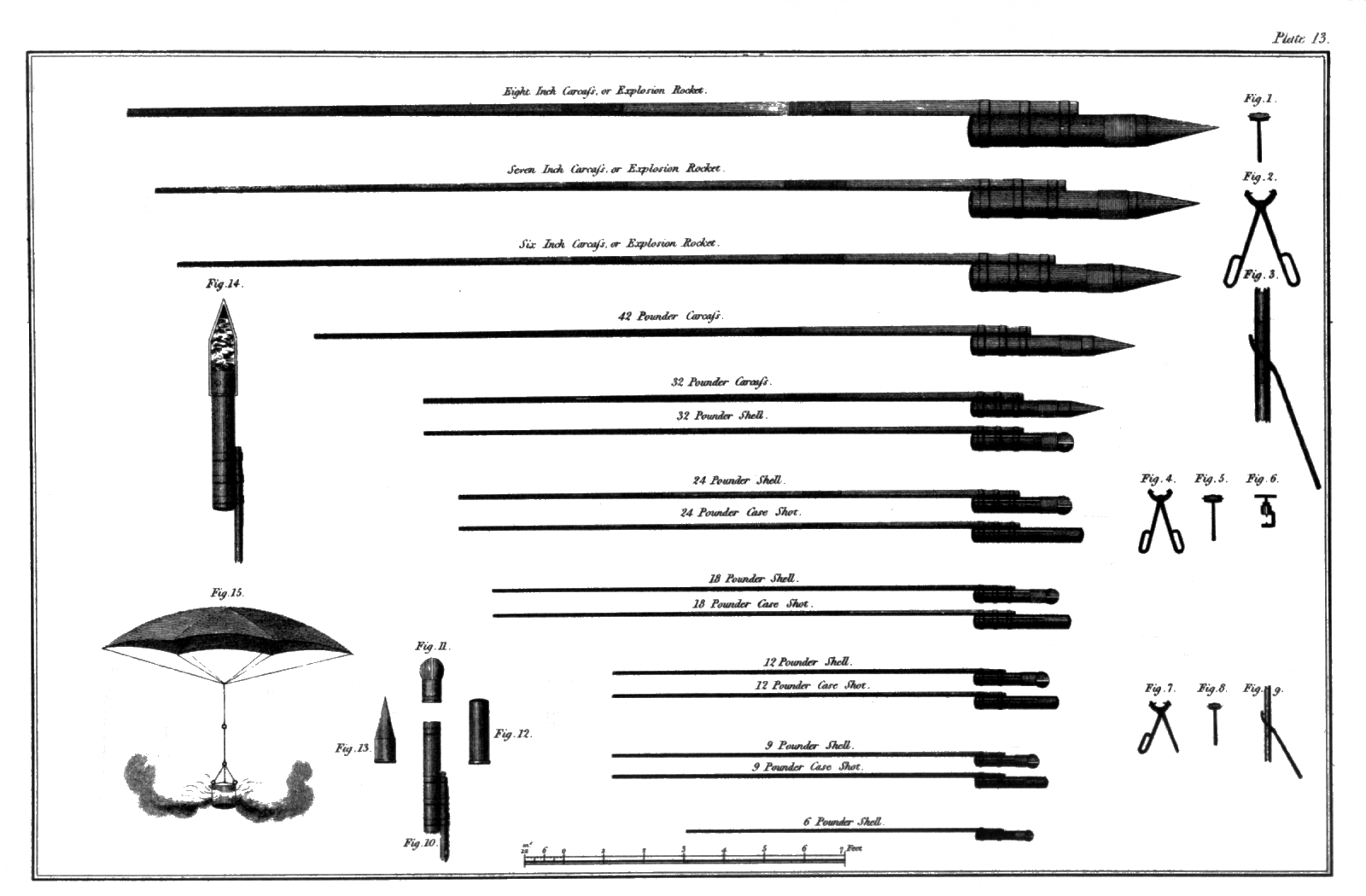
رسومات لأنواع من صواريخ ميسور

قال الدكتور أبو بكر زين العابدين عبد الكلام، الرئيس السابق للهند، في محاضرة السلطان تيبو شهيد التذكارية في بنغالور (30 نوفمبر 1991) أن السلطان تيبو هو مبتكر أول صاروخ حربي في العالم. يوجد اثنين من هذه الصواريخ التي أخدها البريطانيون من سريرانغاباتنا في متحف المدفعية الملكي في لندن. قال المؤرخ الدكتور دولاري قريشي كان السلطان تيبو ملكًا محاربًا شرسًا وسريع الحركة لدرجة أنه بدا للعدو أنه يقاتل على جبهات متعددة في الوقت نفسه. تمكن تيبو من إخضاع جميع الممالك الصغيرة في الجنوب وكان من الحكام الهنود القلائل الذين هزموا الجيوش البريطانية.
بدأ استخدام صواريخ ميسور في عهد حيدر علي فأجرى تعديلات كبيرة في الصواريخ نفسها والخدمات اللوجستية العسكرية، وكان هناك ما يصل إلى 1200 جندي متخصص في إطلاق هذه الصواريخ في جيشه. كانت توجد شفرات حادة على جانبي وكانت تحدث أضرارًا كبيرة ضد الجيش المعادي. وسع تيبو مع استخدام جيشه للصواريخ بشكل كبير وطورها أكثر فكانت الصورايخ المستخدمة في معركة بوليلور أكثر تقدمًا بكثير من تلك التي شهدتها شركة الهند الشرقية البريطانية في السابق، فكان مدى الصواريخ يصل إلى 2 كم بسبب استخدام أنابيب حديدة لحمل الوقود.
تذكر المصادر البريطانية استخدام ميسور للصواريخ في الحربين الثالثة والرابعة. أصابت القذائف البريطانية مستودعًا للصواريخ في معركة سريرانغاباتنا في عام 1799 انفجر المستودع وتصاعدت سحابة دخان أسود عملاقة مما يوحي بعظم الترسانة الصاروخية لمملكة ميسور. استولى البريطانيون على عدد من صواريخ ميسور بعد فوزهم في الحرب الرابعة، وكان لهذه الصواريخ تأثير كبير في تطوير الصواريخ البريطانية، وكانت الأساس الذي طور عليه صاروخ كونغريف الذي استُخدم في الحروب النابليونية.

### البحرية
قرر السلطان تيبو إنشاء أسطول بحري في عام 1786، وكان يتألف من 20 سفينة حربية مزودة بـ72 مدفعًا و20 فرقاطة تحمل 65 مدفعًا. وعين كمال الدين أمير البحار في مملكة ميسور في عام 1790، وبنيت أحواض بناء للسفن في جمال أباد وماجد أباد. كان مجلس الأميرالية للسلطان تيبو يتكون من 11 قائدًا تحت قيادة مير يام الذي كان يقود 30 أمير للبحار كان كل واحد منهم يقود سفينتين. أمر السلطان تيبو بأن تصنع قواعد السفن من النحاس وهي فكرة ساهمت في زيادة عمر السفن.

### الجيش
احتاج حيدر علي وتيبو إلى جيش منضبط ودائم الوجود بسبب حروبهما المستمرة. لذا أسس تيبو جيش نظامي من الراجبوت والمسلمين ورجال القبائل الأكفاء بدلًا من ميليشيات كانداشار المحلية التي كانت تمتهن الزراعة وكانت عماد جيش ميسور السابق. أزال الفوكاليجا من الميليشيات المحلية التي شاركت في حروب المملكة لقرون وفرض عليهم ضرائب أعلى بدلاً من الإيجار غير المباشر. بسبب كل هذا لم يعد بإمكان الريوت الاعتماد على العبيد في الزراعة لأنهم دخلوا في جيش الولاية في بعض المناطق مما أدى إلى إضعاف الرق في ميسور.

### الاقتصاد
بلغت ميسور ذروة قوتها الاقتصادية تحت حكم السلطان تيبو في أواخر القرن الثامن عشر. أطلق السلطان تيبو برنامجًا طموحًا للتنمية الاقتصادية بهدف تعزيز ثروة وإيرادات ميسور بالتعاون مع والده حيدر علي. أصبحت ميسور أثناء حكمه قوة اقتصادية في الهندية وتخطت صوبة البنغال في حجم الاقتصاد، يُعزى ذلك إلى الزراعة ذات الإنتاجية العالية وصناعة النسيج. كان متوسط دخل ميسور يفوق بخمسة أضعاف خط الفقر في ذلك الزمان.
تذكر لوحة حجرية باسمه أن السلطان تيبو خطط لإنشاء سد كانام بادي (حاليًا سد كريشنا راجا ساغارا) على نهر كافيري لكنه لم يتمكن من بنائه. أُكمل السد فيما بعد وافتتح في عام 1938 وأصبح مصدرًا رئيسيًا لمياه الشرب لسكان ميسور وبنغالور. بدأت صناعة الحرير في ميسور في عهده، فأرسل السلطان تيبو خبيرًا إلى صوبة البنغال لدراسة صناعة الحرير ومعالجتها ومن ثم شرعت ميسور في تطوير صناعة الحرير بها.
اشتهرت ألعاب تشاناباتنا بسبب اهتمام السلطان تيبو لها، كانت هذه الألعاب موجودة قبل ذلك وتستخدم كهدايا في احتفالات دوشيرا. يُعرف عن السلطان تيبو شغفه بالفنون وبالأخص النجارة. كما كان يُعتبر رائدًا في مجال بناء الطرق خاصةً في مليبار فربط العديد من المدن بشبكة طرق.

### العلاقات الخارجية
سلطنة المغول

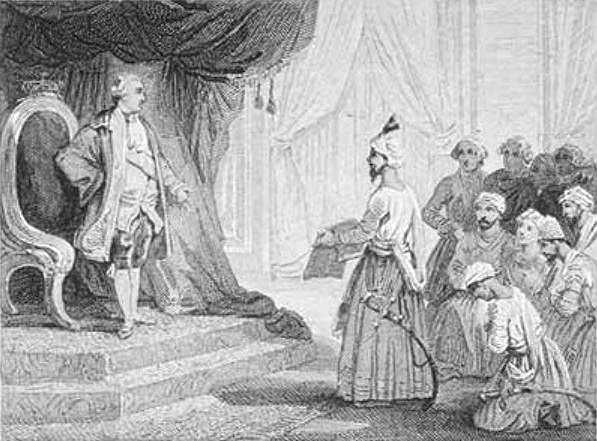
لويس السادس عشر يستقبل سفراء السلطان تيبو في عام 1788. أرسل السلطان تيبو العديد من البعثات الدبلوماسية إلى فرنسا والدولة العثمانية وسلطنة عمان والدولة الزندية والدولة الدرانية.

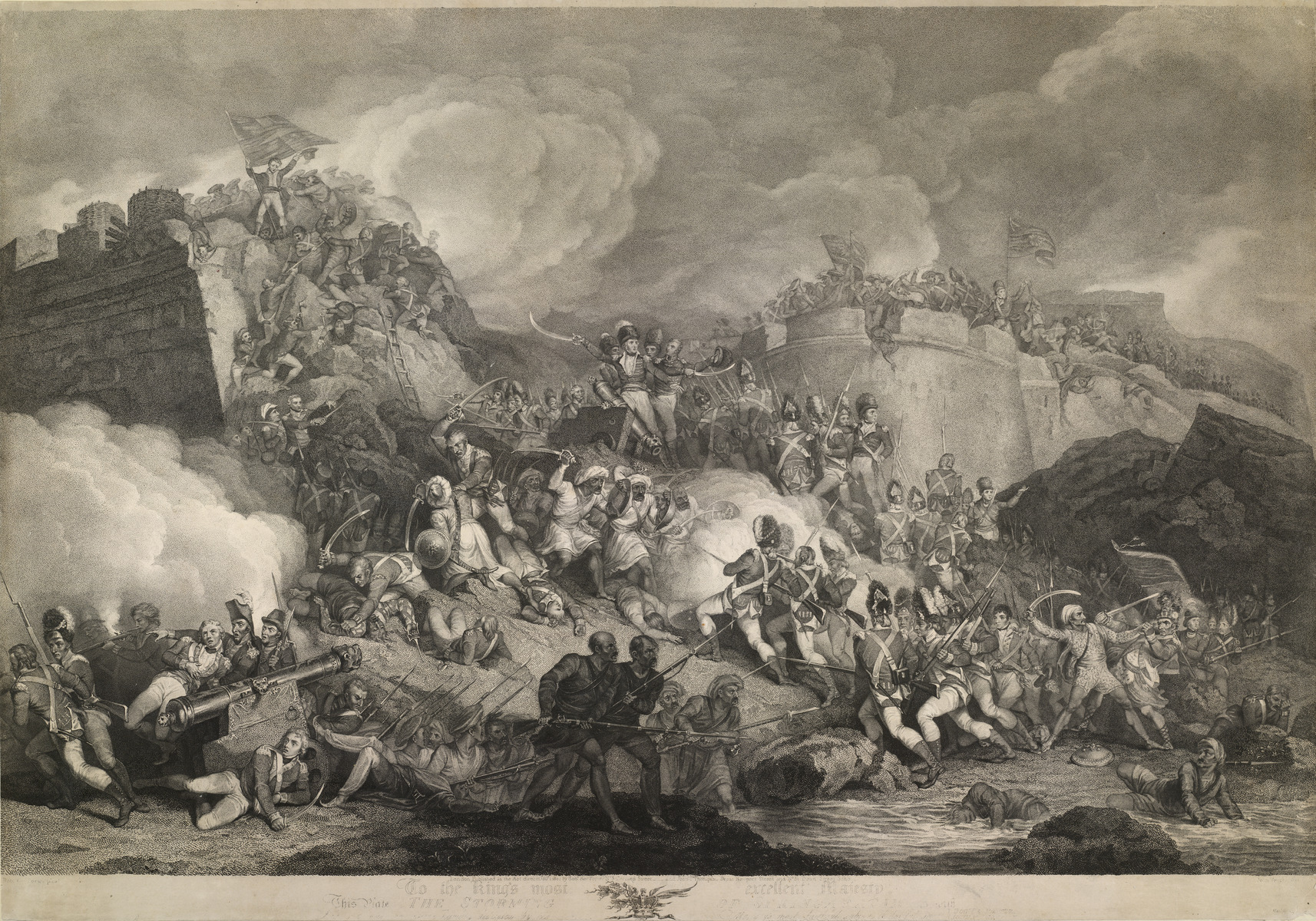
قوات السلطان تيبو أثناء حصار سريرانغاباتنا.

دان كل من حيدر علي والسلطان تيبو بالولاء الاسمي للسلطان المغولي شاه عالم الثاني، وكانت شركة الهند الشرقية تعتبرهم نواب في جميع المعاهدات المبرمة. لكنهما لم يعترفا بسيادة نظام حيدر أباد عكس نواب كرناتيك.
سعى السلطان تيبو بعد تتويجه باديشاه للحصول على تأييد السلطان المغولي ونال لقب "نصيب الدولة". ثار العداء بين تيبو ونظام علي خان حاكم حيدر آباد بعدما أعلن تيبو نفسه "سلطاناً"، فحاول نظام علي خان ثني السلطان المغولي عن دعمه وطالب بحكم ميسور. بدأ السلطان تيبو في توطيد العلاقات مع الحكام المسلمين الآخرين في ذلك الوقت ليواجه هذا العدو. كان للسلطان تيبو دبلوماسيته الخاصة مع الدول الأجنبية، فقد كان يسعى للقضاء على نفوذ شركة الهند الشرقية في الهند وتأمين الدعم الدولي من فرنسا لفعل ذلك. خاض تيبو كما فعل والده قبله معارك نيابة عن دول أجنبية لم تكن تخدم مصالح شاه عالم الثاني.
الدولة العثمانية
بعث السلطان تيبو سفارة إلى السلطان عبد الحميد الأول في عام 1787، طالبًا مساعدة عاجلة لمواجهة شركة الهند الشرقية البريطانية. طلب تيبو من السلطان العثماني إرسال قوات ومستشارين عسكريين. لكن العثمانيين كانوا في أزمة بعد الحرب النمساوية العثمانية المدمرة وفي حرب جديدة مع الإمبراطورية الروسية. احتاجت الدولة العثمانية إلى تحالف بريطاني لصد الروس ولذا لم تخاطر بعلاقاتها مع البريطانيين لكي تدعم تيبو عدوها في الهند. عاد سفراء تيبو إلى ديارهم ومعهم فقط هدايا من الأتراك بسبب ضعف الدولة العثمانية في ذلك الوقت. استمرت المراسلات بين السلطان تيبو والدولة العثمانية وبالأخص مع السلطان الجديد سليم الثالث حتى معركة السلطان تيبو الأخيرة في عام 1799.
بلاد فارس وعمان
كان للسلطان تيبو كما كان لوالده علاقات ودية مع محمد علي خان حاكم الدولة الزندية في إيران، ومع حمد بن سعيد البوسعيدي حاكم سلطنة عمان.
سلالة تشينغ
بدأ تيبو معرفته بالحرير في أوائل 1780 عندما استضاف سفيرًا من سلالة تشينغ الحاكمة الصينية في قصره. أهدى السفير قطعة من القماش الحريري لتيبو. يُقال إن تيبو أُعجب بالحرير إلى درجة أنه قرر بدء إنتاجه في مملكته. أرسل بعثة إلى الصين لهذا الغرض والتي عادت ومعها خبرة بعد اثني عشر عامًا.
فرنسا
كان حيدر علي وابنه تيبو يسعيان لتحالف مع الفرنسيين القوة الأوروبية التي كانت قادرة على منافسة شركة الهند الشرقية البريطانية في الهند. عقد لويس السادس عشر تحالفًا مع بيشوا مادو راو نارايان في عام 1782، مما سمح لبوسي بنقل قواته إلى جزيرة فرنسا المعروفة الآن بموريشيوس. أهدى الأدميرال الفرنسي بيير أندريه دي سوفرين صورة لويس السادس عشر إلى حيدر علي في مراسم رسمية في ذلك العام أيضًا راغبًا في التحالف معه.

### النظم الاجتماعية
عيّن السلطان تيبو قضاة لكل من لرعاياه المسلمين والهندوس، فكان هناك قاضٍ للمسلمين وبانديت للهندوس في كل مقاطعة، وكانت المحاكم العليا تتبع نظامًا مماثلًا. كان استهلاك الخمور والدعارة ممنوعًا بشكل قاطع في مملكته. كما حُظر استخدام وزراعة المخدرات مثل القنب. أصدر مرسومًا يلزم جميع النساء بتغطية صدورهن، فقد كان الشائع بين نساء كيرلا في ذلك الوقت عدم تغطية صدورهن.

### السياسة الدينية
كان تيبو مسلمًا محافظ على دينه يصلى يوميًا ويولي اهتمامًا خاصًا بالمساجد في مملكته. كان يوجد أثناء حكمه أوقاف منتظمة لحوالي 156 معبدًا هندوسيًا منهم معبد رانجاناثاسوامي الشهير في سريرانغاباتنا. تذكر العديد من المصادر استخدامه لضباط هندوس في إدارته ومنح أراضي وأوقاف للمعابد الهندوسية في عهده واعتبر هذا دليلًا على تسامحه الديني. اعتبرته بعض الجماعات (مسلمة أو مسيحية) مجاهد أو محارب عظيمًا أو غازيًا. تذكر مصادر مختلفة حدوث المذابح والسجن والتحول القسري للهندوس والمسيحيين (كاثوليك مانغلور) للإسلام وتدمير الكنائس والمعابد واضطهاد المسلمين والختان القسري وهي أشياء اعتبرت دليلًا على تعصبه.

## الإرث

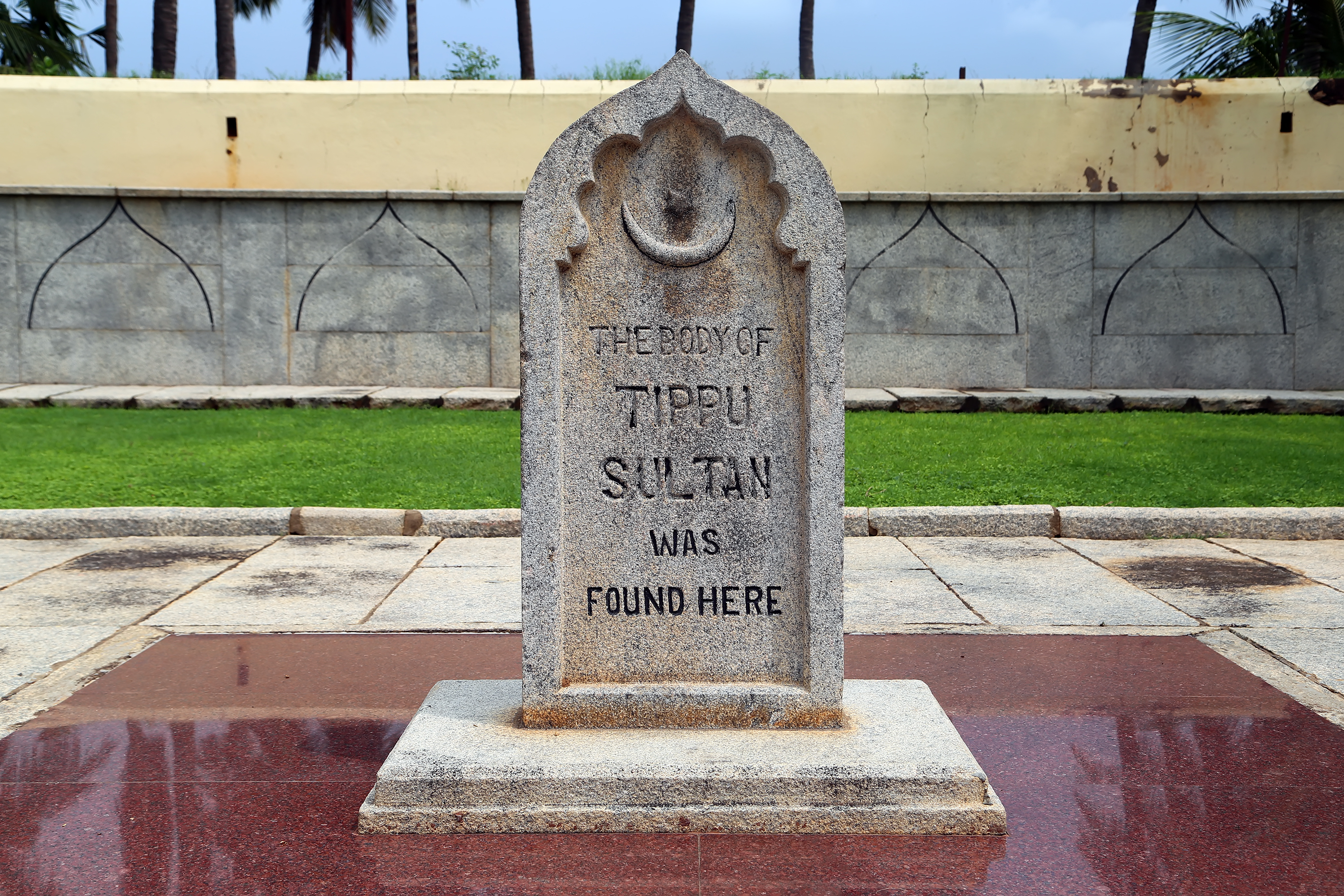
المكان الذي عثر فيه على جثة السلطان تيبو في سريرانغاباتنام

### السيف والنمر

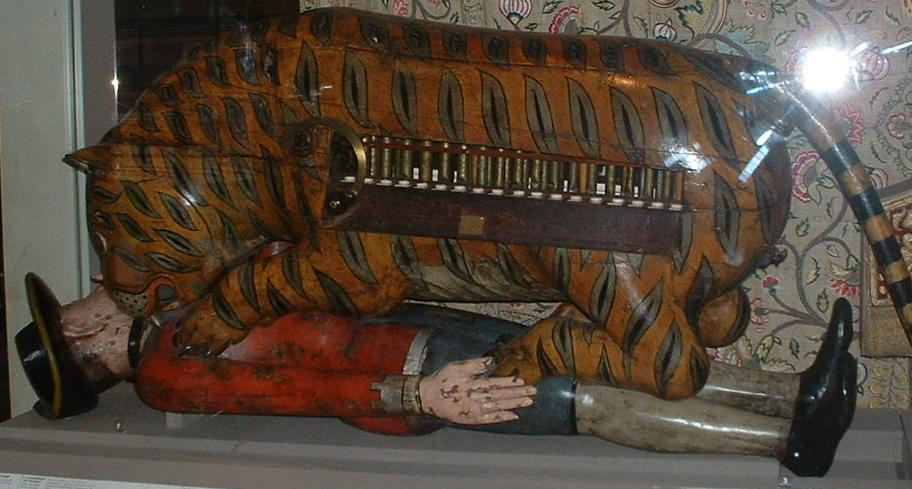
نمر السلطان تيبو في متحف فكتوريا وألبرت، لندن

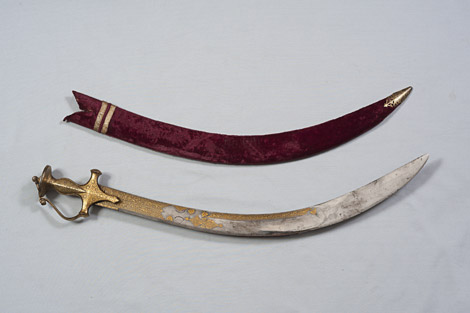
سيف السلطان تيبو في National Museum، نيودلهي